# Congreso de la República de Guatemala
El Congreso de la República de Guatemala es el órgano legislativo unicameral de Guatemala. Está conformado por 160 diputados electos por los ciudadanos por medio de listas cerradas para un período de cuatro años con posibilidad de reelección. El Congreso de la República cuenta con dos períodos de sesiones anuales, el primero abarcando del 14 de enero al 15 de mayo y el segundo del 1 de agosto al 30 de noviembre. Las sesiones son efectuadas en el Palacio Legislativo, ubicado en la Zona 1 de la Ciudad de Guatemala.
El Organismo Legislativo de la República de Guatemala (OL) es uno de los organismos del Estado, que ejerce el poder legislativo. Es decir, que tiene la potestad legislativa para hacer las leyes que favorezcan al desarrollo integral del país, así como, procurar el bienestar común entre los habitantes. Está compuesto por los diputados del  Congreso de la República y por el personal técnico y administrativo.
El Congreso de la República, que es el principal órgano del Organismo Legislativo, tiene su sede en el Palacio Legislativo, que se encuentra en la Zona 1, Centro Histórico, de la Ciudad de Guatemala.

## Marco legal

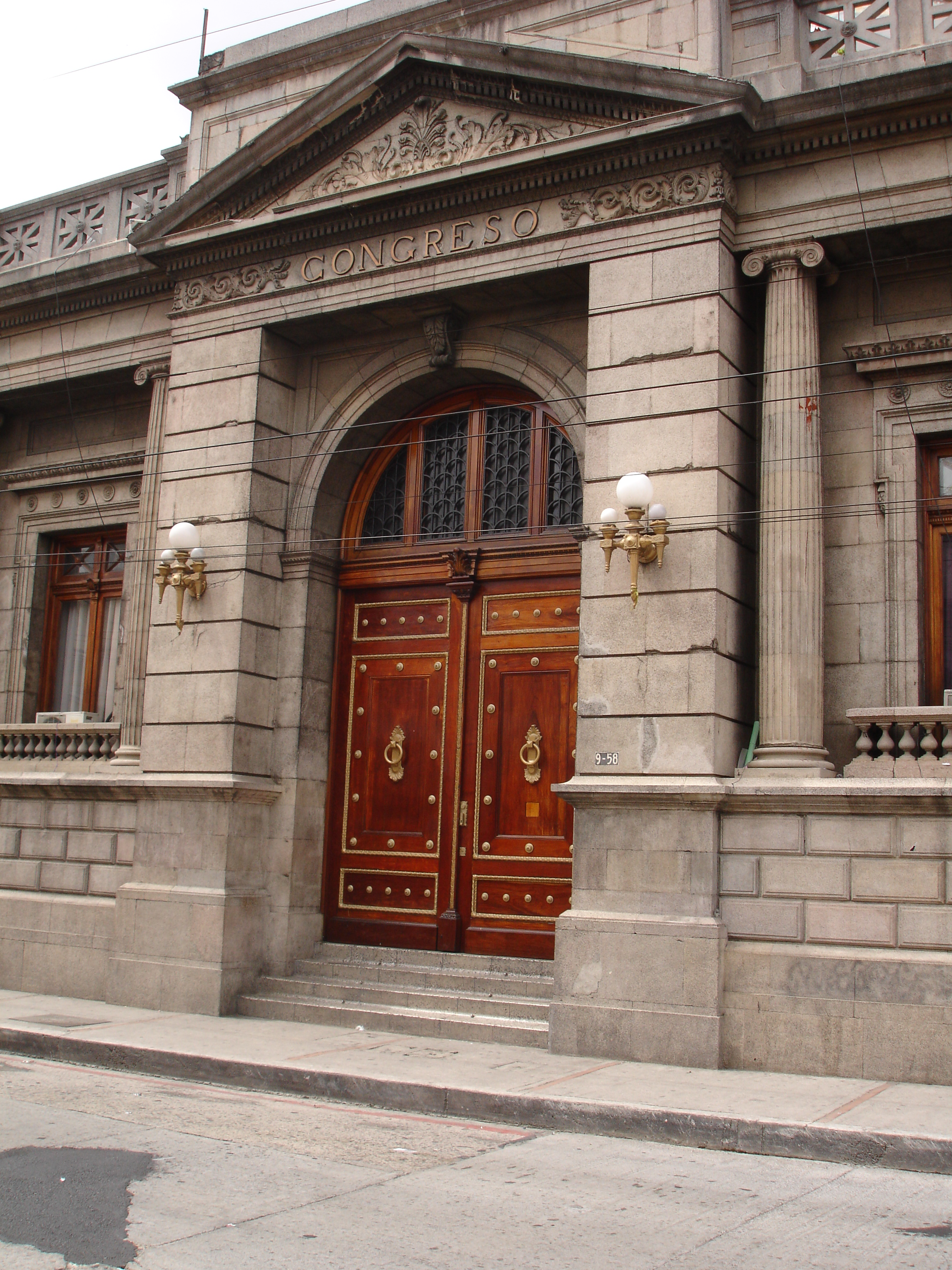
Puerta principal del Palacio Legislativo.

El Congreso de la República se rige por la siguiente base legal:

### Normativa constitucional
- Constitución Política de la República de Guatemala.
- Ley de Amparo, Exhibición Personal y de Constitucionalidad.
- Ley Electoral y de Partidos Políticos.
- Ley Emisión del Pensamiento.
- Ley del Orden Público.

### Normativa ordinaria
- Ley Orgánica del Organismo Legislativo, Decreto Legislativo 63-94.
- Ley del Servicio Civil del Organismo Legislativo, Decreto Legislativo 36-2016.
- Reglamento de la Ley del Servicio Civil del Organismo Legislativo.

## Historia
Congreso de la República como cuerpo legislativo tiene su origen en los primeros años del país a partir de la firma del Acta de Independencia de América Central hecha el 15 de septiembre de 1821 y del Acta de Independencia de 1823, donde se separaba del Imperio Mexicano, tras un fallido intento de anexión a dicho imperio pero al mismo tiempo, también se creaba la Federación Centroamericana. Por ello, es que el 24 de junio de 1823 se instaló el primer cuerpo legislativo llamado Asamblea Nacional Constituyente, la cual promulga el 1 de julio del mismo año, el acta denominada como Decreto de Independencia Absoluta de las Provincias Unidas del Centro de América y de la Creación de la Federación. Con el documento anteriormente dicho se crea las Provincias Unidas del Centro de América.
El 27 de diciembre de 1823, la Asamblea Nacional Constituyente promulga las Bases Constitucionales, siendo estas el fundamento de la Federación Centroamericana por un breve lapso de tiempo, en las mismas se establecían los altos poderes federales y estatales o provinciales. En el caso del poder legislativo, se estableció tanto a nivel federal como a nivel estatal o provincial. En el primero, el poder legislativo residía en el Congreso Federal de Centro América o Congreso de la Unión Centroamericana, siendo el mismo de tipo unicameral, y asimismo también la sanción de las leyes que este órgano legislativo promulgaba, le correspondía al Senado, un cuerpo intermedio o mixto que ejercía algunas de las atribuciones de una cámara alta convencional y al mismo tiempo era un órgano consejero del poder ejecutivo. Y en el segundo, el poder legislativo estatal o provincial residía en un Congreso de Representantes, el cual ejercía las mismas funciones que el Congreso Federal y también existía un Consejo Representativo, el cual ejercía las mismas funciones del Senado.
El 22 de noviembre de 1824, nuevamente la Asamblea Nacional Constituyente promulga un documento de carácter constitucional pero en este caso es la Constitución de la República Federal de Centro América (con la cual se termina la existencia de las Provincias Unidas del Centro de América y se pasó al inicio de la República Federal de Centro América), en la cual se establecía el poder legislativo tanto a nivel federal como a nivel estatal o provincial como se había hecho en las Bases Constitucionales de 1823 con los mismos órganos descritos en el párrafo anterior pero con las siguientes diferencias: la primero, es que se cambia el nombre del órgano en que residía el poder legislativo estatal o provincial por el de Asamblea y la segunda, es que este documento promulgado era una carta magna.
Por lo anteriormente dicho en el párrafo pasado, el 11 de octubre de 1825, se promulga la primera Constitución Política del Estado de Guatemala, en la cual se establecía que el poder legislativo estatal debía de residir en un único órgano llamado Asamblea del Estado de Guatemala, siendo sus proyectos aprobados y sancionados por el Consejo Representativo. La Asamblea del Estado de Guatemala se reunió anteriormente el 15 de septiembre de 1824 para la redacción de dicho documento ya mencionado, el cual fue aprobado como se describió anteriormente.
En 1839, Guatemala se separa de la República Federal de Centro América, bajo el mandato de Rafael Carrera y Turcios, tras dicha separación el 25 de julio de ese mismo año, la Asamblea Nacional Constituyente formada en ese período promulga los siguientes decretos: la Declaración de los Derechos del Estado y sus Habitantes, la Ley Constitutiva del Supremo Poder Ejecutivo del Estado de Guatemala y Ley Constitutiva del Supremo Poder Judicial del Estado de Guatemala, los cuales son conocidos como los Decretos de la Asamblea Nacional Constituyente de 1839. El poder legislativo en ese tiempo era ejercido por el órgano mencionado anteriormente.
El 19 de octubre de 1851, es promulgado el Acta Constitutiva de la República de Guatemala por la Asamblea Nacional Constituyente, en el que se estipulaba que el poder legislativo residía en un órgano llamado Cámara de Representantes.
El 11 de diciembre de 1879, en otra nueva ocasión se emite un documento constitucional llamado Ley Constitutiva de la República de Guatemala, en donde se citaba que el poder legislativo debía de recibir en cuerpo legislativo llamado Asamblea Nacional Legislativa de la República de Guatemala.
El 9 de septiembre de 1921, en una nueva reunión de la Asamblea Nacional Constituyente, la cual fue convocada, se aprueba la segunda Constitución de la República Federal de Centro América, en la cual se establece que el poder legislativo federal reside en un cuerpo legislativo de carácter bicameral denominado Congreso Federal de Centro América, siendo el mismo conformado por una Cámara de Senadores o Senado, la cual es la Cámara Alta, y por otra llamada Cámara de Diputados, la cual es la Cámara Baja. Mientras que se estipulaba también que el poder legislativo de los Estados residía en una Asamblea Nacional Legislativa. 
El 11 de marzo de 1945, la Constitución Política de la República de Guatemala (de ese mismo año), estipulaba que el poder legislativo debía de residir nuevamente en un órgano de tipo unicameral, el cual era conocido como Congreso de la República de Guatemala, siendo así como se le conoce actualmente al Organismo Legislativo y cambiándose así, la denominación de Asamblea Nacional Legislativa por dicho nombre actual. Posteriormente, y mediante Decreto Número 188 se estableció que toda ley vigente de la República en que aparezca los nombres de Asamblea Nacional Legislativa o simplemente Asamblea deberá entenderse substituidos por los de Congreso de la República de Guatemala o en su caso Congreso.
Consecuentemente, después de la Constitución Política de la República de 1945, se dieron varios Golpes de Estado, creándose durante un período de cuarenta años, nuevas constituciones con períodos de vigencias relativamente cortas, estas constituciones son: la Constitución Política de la República de 1956 (aprobada el 2 de febrero de 1956), la Constitución Política de la República de 1965 (aprobada el 15 de septiembre de 1965) y la Constitución Política de la República de 1985 (aprobada el 31 de mayo de 1985 y entrando en vigencia el 14 de enero de 1986), siendo esta última la que actualmente sigue en vigencia. Sin embargo, durante el tiempo recorrido desde la Constitución de 1945 hasta la actual y pasando por cada una de las anteriormente mencionadas, el nombre del Organismo Legislativo sigue siendo el actual.
En resumen, el Congreso de la República de Guatemala (como actualmente se le conoce) ha cambiado de nombre a lo largo de más de cien años de historia pero su esencia no ha cambiado porque sigue siendo la misma y la de tener la potestad legislativa que le confiere el pueblo. Los nombres con los que se le ha conocido al Congreso de la República son los siguientes:
- Asamblea Nacional Constituyente (24 de junio de 1823 - 27 de diciembre de 1823)
- Congreso de Representantes del Estado de Guatemala (27 de diciembre de 1823 - 22 de noviembre de 1824)
- Asamblea del Estado de Guatemala (22 de noviembre de 1824 - 25 de julio de 1839)
- Asamblea Nacional Constituyente (25 de julio de 1839 - 19 de octubre de 1851)
- Cámara de Representantes de la República de Guatemala (o Asamblea Nacional Legislativa de la República de Guatemala)[10] (19 de octubre de 1851 - 11 de diciembre de 1879)
- Asamblea Nacional Legislativa de la República de Guatemala (o Asamblea Legislativa de la República de Guatemala)[11] (11 de diciembre de 1879 - 11 de marzo de 1945)
- Congreso de la República de Guatemala (11 de marzo de 1945 - actualmente)

Se han presentado varias iniciativas para poder modificar la Constitución, entre las cuales podemos mencionar dos iniciativas que son la 4031 y la 4028, que pretenden dentro de muchos cambios, modificar aspectos del órgano legislativo. La primera, pretende, eliminar o suprimir el sistema electoral o la elección de diputados por listado nacional, reducir el número de diputados a través de aumentar el número de la población necesaria para su elección (es decir, elegir a un diputado por cada ciento veinte mil persona, en vez, de cada ochenta mil), la elección de diputados pero a través de una planilla uninominal, todo esto, entre otras, en los referente al Organismo Legislativo. La segunda, pretende, cambiar el carácter del Congreso de la República, es decir, cambiarlo de tipo unicameral a bicameral, creándose una cámara alta llamado Senado y la otra Cámara de Diputados, siendo esta la cámara baja. Pero, todo esto, sigue siendo simplemente proyectos de reformas. Sin embargo existen muchas otras iniciativas engavetadas en el Congreso.

## Potestad legislativa
La Constitución Política de la República, establece en su artículo 157, lo siguiente:

La potestad legislativa corresponde al Congreso de la República, compuesto por diputados electos directamente por el pueblo en sufragio universal y secreto, por el sistema de distritos electorales y lista nacional, para un periodo de cuatro años, pudiendo ser reelectos.

La Ley Orgánica del Organismo Legislativo, dice de igual manera a lo anterior en su artículo 1, lo siguiente:

La potestad legislativa corresponde al Congreso de la República, integrado por diputados electos directamente por el pueblo en sufragio universal, por el sistema de lista nacional y de distritos electorales.

En resumen, la potestad legislativa le compete exclusivamente al Congreso de la República.

## Sesiones
El período anual de sesiones del Congreso de la República se inicia el 14 de enero de cada año, sin necesidad de convocatoria. El Congreso se reúne en sesiones ordinarias del 14 de enero al 15 de mayo y del 1 de agosto al 30 de noviembre de cada año. Se reúne también en sesiones extraordinarias cuando sea convocado por la Comisión Permanente o por el Organismo Ejecutivo para conocer los asuntos que motivaron la convocatoria. Puede también conocer de otras materias con el voto favorable de la mayoría absoluta del total de diputados que lo integran. El veinticinco por ciento de diputados o más tiene derecho a pedir a la Comisión Permanente la convocatoria del Congreso por razones suficientes de necesidad o conveniencia pública. Si la solicitare por lo menos la mitad más uno del total de diputados, la Comisión Permanente deberá proceder inmediatamente a su convocatoria.
Al iniciar cada sesión ordinaria, la Presidencia del Congreso conforme la invocación contenida en el preámbulo de la Constitución deberá expresar: 

"Invocando el nombre de Dios nosotros los Diputados de este Congreso nos comprometemos a consolidar la organización jurídica y política de Guatemala: afirmando la primacía de la persona humana como sujeto y fin del orden social; reconociendo a la familia como génesis primario y fundamental de los valores espirituales y morales de la sociedad; responsabilizando al Estado de la promoción del bien común, de la consolidación del régimen de la legalidad, seguridad, justicia, igualdad, libertad y paz. Que Dios nos dé sabiduría y que la Nación nos juzgue". Artículo 71, Ley Orgánica del Organismo Legislativo

## Mayoría calificada y absoluta
Son los dos tipos de mayoría que el Congreso de la República puede ejercer cuando realiza sus votaciones respectivas. 

### Mayoría calificada
La mayoría calificada (cualificada o especial reforzada) es el tipo de votación donde se requiere de las dos terceras partes del total de diputados que conforman el Congreso de la República (actualmente sería 107 de los 160 diputados). El Congreso la ejerce en los siguientes casos:
- Para ratificar cualquier resolución, tratado o convenio internacional que tenga que ver con el artículo 172 de la Constitución.
- Para realizar reformas constitucionales, previo dictamen de la Corte de Constitucionalidad y ratificado mediante consulta popular.
- Para realizar reformas a las leyes constitucionales, previo dictamen de la Corte de Constitucionalidad.
- Para aprobar una ley de urgencia nacional o para rechazar el veto presidencial.
- Para declarar si se ha de dar lugar a causa contra los funcionarios descrito en el artículo 165 literal h de la Constitución.
- Para conceder a través del Banco de Guatemala, financiamiento en casos de catástrofes o desastres públicos por petición del Presidente de la República.
- Para crear o suprimir entidades descentralizadas y autónomas.
- Para declarar la incapacidad física o mental del Presidente, previo dictamen de una comisión de cinco médicos designados por la Junta Directiva del Colegio respectivo a solicitud del Congreso.
- Para ratificar el voto de falta de confianza dado a un ministro de Estado.
- Para designar a la persona que ha de ser Presidente por falta absoluta del binomio presidencial elegidos por el pueblo.
- Para aprobar una ampliación presupuestaria si la opinión del Organismo Ejecutivo fuere desfavorable.
- Para convocar a la Asamblea Nacional Constituyente con el objeto de reformar el Capítulo I del Título II de la Constitución.
- Para crear nuevas Comisiones de Trabajo.
- Para cuando se requiera en otros casos especiales o vital importancia.

### Mayoría absoluta
La mayoría absoluta es el tipo de votación donde se requiere la mitad más uno del total de diputados que conforman el Congreso de la República (actualmente sería 81 de los 160 diputados). El Congreso la ejerce en los siguientes casos:
- Para la elección de los altos funcionarios del Estado y otros funcionarios públicos que le son asignados por la Constitución y la leyes.
- Para decretar, reformar y derogar las leyes.
- Para realizar la consulta facultativa a la Corte de Constitucionalidad sobre la constitucionalidad de cualquier, ley, tratado, convenio o resolución.
- Para cuando se requiera de igual manera en otros casos ordinarios.
- Para conocer otros asuntos o materias cuando fueren convocados a sesión extraordinaria por los facultados para hacerlo.
- Para aprobar resoluciones a excepción de aquellas que requieran un número especial.
- Para aprobar el voto de falta de confianza a un ministro de Estado.

## Funciones y atribuciones
Las funciones que realiza el Congreso de la República son las siguientes:
1. Función constituyente derivada, constituida o de reforma: puede reformar la Constitución a través iniciativas o proyectos.
2. Función de representación y dirección política: la primera es porque actúa en representación de la sociedad en general; y la segunda, porque consiste en orientar los objetivos principales que propone el gobierno de un país y en seleccionar los instrumentos y acciones para hacerlos realidad, en una visión de largo plazo sobre determinadas cuestiones.
3. Función legislativa o de creación de normativa: consiste en la capacidad para crear, emitir y formular normas, así como reformarlas o derogarlas, en estricto apego a las reglas constitucionales y a las que el propio organismo ha creado para su funcionamiento. Esta función implica, además, que se presenten proyectos de resolución, acuerdos legislativos y puntos resolutivos.
4. Función de control público y fiscalización: implica la vigilancia de que el ejercicio de poder del Organismo Legislativo se mantenga apegado a la ley, así como el seguimiento al cumplimiento de todos aquellos compromisos que este asume. Por ejemplo: Llamar a distintos funcionarios públicos para que rindan informes sobre asuntos públicos.
5. Función de control político: implica que pueden llamar a los Ministros y otras autoridades para interrogarlos por sus actuaciones dentro del cargo y así conocer sobre las acusaciones que se les formulan.
6. Función judicial: es cuando ha o no lugar a la formación de procesos judiciales, penales o de otra índole en contra de los altos funcionarios sobre los que le compete conocer en materia de antejuicio.
7. Función electiva: según la Constitución y las leyes deben elegir a los funcionarios que les compete de acuerdo a los procedimientos preceptuados en las mismas normativas.
8. Función de protocolo: está autorizado para recibir a jefes de Estado y de Gobierno de otros países. Incluyendo también, cuando el presidente del Congreso presta y recibe el juramento de ley de los altos funcionarios del Estado, cuando inicia y cierra sus períodos de sesiones, cuando da posesión de la Presidencia de la República al Vicepresidente por la falta absoluta del Presidente y cuando conmemora efemérides nacionales y en cualquiera otra ocasión.
9. Función administrativa: establece su propia organización y funcionamiento a través de sus normativas legales y reglamentarias.
10. Función presupuestaria: porque le corresponde aprobar, improbar o modificar el Presupuesto de Ingresos y Egresos del Estado enviado por el Organismo Ejecutivo.
11. Función en materia militar: porque le corresponde declarar la guerra o paz, permitir el paso de ejército extranjero o el establecimiento de bases militares extranjeras en territorio nacional y en última instancia desconocer al Presidente habiendo terminado su período constitucional, en tal caso el Ejército pasaría a estar bajo su mando (artículo 165 literal g).
12. Otras funciones: las que se les son asignadas por las Constitución y otras leyes. Por ejemplo: La convocatoria a elecciones generales cuando el Tribunal Supremo Electoral no lo hubiere realizado en la fecha establecida por la ley (artículo 169 de la Constitución) así como la iniciativa a realizar un procedimiento consultivo el cual es convocado por el órgano electoral mencionado anteriormente (artículo 173 de la Constitución).

## Diputados
Los Diputados del Congreso de la República son funcionarios del Estado, los cuales representan al pueblo en toda actividad política u otra actividad que competa a la población de Guatemala, es decir, son representantes del pueblo y dignatarios de la Nación. La Ley Orgánica del Organismo Legislativo establece que los diputados, individual y colectivamente, deben velar por la dignidad y el prestigio del Congreso, y son responsables ante el Pleno y ante la Nación por su conducta.

### Requisitos
Artículo 162 Constitución Política de la República de Guatemala
Para ser electo Diputado del Congreso de la República, se requiere lo siguiente:
a. Ser guatemalteco de origen; 
b. Estar en el ejercicio de sus derechos ciudadanos.

### Elección
El Congreso está compuesto por diputados electos popularmente en sufragio universal y secreto, haciendo uso del Método d'Hondt para adjudicar los escaños. Se eligen diputados distritales y nacionales por medio de listas electorales cerradas.
Cada uno de los departamentos de la República, constituye un distrito electoral. El Municipio de Guatemala conforma un distrito por sí mismo, el Distrito Central, y los otros municipios del Departamento de Guatemala conforman el distrito de Guatemala. Por cada distrito electoral deberá elegirse como mínimo un diputado, por el solo hecho de estar constituido como tal, y un número de diputados proporcional a la población determinada en el último censo realizado antes de una elección. Hasta el censo de 2002, se adjudica un diputado adicional por cada 80000 habitantes. Además, un número equivalente al veinticinco por ciento del total de diputados distritales será electo directamente como diputados por lista nacional, 31 según el último censo. 
En caso de falta definitiva de un diputado se declara vacante el cargo. Las vacantes se llenan, según el caso, llamando al postulante que aparezca en la respectiva nómina distrital o lista nacional a continuación del último cargo adjudicado.
A continuación se presenta el número de diputados que representan a cada distrito electoral en Guatemala:
| No. escaños | Circunscripción(es)                                                      |
| ----------- | ------------------------------------------------------------------------ |
| 32          | Lista Nacional                                                           |
| 19          | Municipios del departamento de Guatemala                                 |
| 11          | Distrito Central                                                         |
| 10          | Huehuetenango                                                            |
| 9           | Alta Verapaz, San Marcos                                                 |
| 8           | Quiché                                                                   |
| 7           | Quetzaltenango                                                           |
| 6           | Escuintla                                                                |
| 5           | Chimaltenango, Suchitepéquez                                             |
| 4           | Jutiapa, Petén, Totonicapán                                              |
| 3           | Chiquimula, Izabal, Jalapa, Retalhuleu, Sacatepéquez, Santa Rosa, Sololá |
| 2           | Baja Verapaz, Zacapa, El Progreso                                        |
| 160         | Total                                                                    |

### Juramentación y toma de posesión
Los Diputados electos, al tomar posesión de sus cargos, prestan juramento de fidelidad y obediencia a la Constitución Política de la República, en presencia de la Legislatura cuyo período finaliza. El juramento de ley es tomado por el presidente del Congreso saliente. Los Diputados electos se reúnen sin necesidad de convocatoria el 14 de enero del año en que se inicie el período legislativo. Inmediatamente se proceden a la elección de la Junta Directiva del Congreso y concluidas las elecciones, los electos ocupan sus puestos.

### Desempeño de otros cargos públicos
Los diputados pueden desempeñar el cargo de ministro o funcionario del Estado o de cualquier otra entidad descentralizada o autónoma. En estos casos deberá concedérseles permiso por el tiempo que duren en sus funciones ejecutivas. En su ausencia temporal, será sustituido por el diputado suplente que corresponda.

### Sueldo
De acuerdo al Dto. 57-2008, denominada Ley de Acceso a la Información Pública, se ha dado a conocer que cada diputado percibe un sueldo de Q.29,000.00 mensuales, asimismo gozan de prestaciones laborales de acuerdo a las leyes.

## Composición del Congreso

### Resultados electorales
El siguiente cuadro muestra la composición del Congreso de la República para la X Legislatura para el período 2024-2028 y el número de miembros por bancada política:
| Partido | Partido                             | Escaños | +/– |
| Partido | Partido                             | 2023    | +/– |
| ------- | ----------------------------------- | ------- | --- |
|         | Vamos por una Guatemala Diferente   | 39/160  | 22  |
|         | Unidad Nacional de la Esperanza     | 28/160  | 24  |
|         | Movimiento Semilla                  | 23/160  | 16  |
|         | Cabal                               | 18/160  | 18  |
|         | Visión con Valores                  | 11/160  | 4   |
|         | Valor-Unionista                     | 7/160   | 7   |
|         | Todos                               | 6/160   | 1   |
|         | Valor                               | 5/160   | 4   |
|         | Bienestar Nacional                  | 4/160   | 4   |
|         | Voluntad, Oportunidad y Solidaridad | 4/160   | 4   |
|         | Compromiso, Renovación y Orden      | 3/160   | 3   |
|         | Partido Político Nosotros           | 3/160   | 3   |
|         | Victoria                            | 3/160   | 1   |
|         | Partido Azul                        | 2/160   | 2   |
|         | Comunidad Elefante                  | 2/160   | 2   |
|         | Cambio                              | 1/160   | 1   |
|         | URNG-Winaq                          | 1/160   | 1   |

- El número de escaños, curules o número de diputados es según resultados de las elecciones generales de 2023.

### Bloques legislativos
Los partidos que obtienen representación en el Congreso se organizan en grupos parlamentarios, denominados bloques legislativos o bancadas. Una bancada puede ser constituida por 11 parlamentarios. 

#### Jefatura de los Bloques
Según el artículo 51 de su Ley Orgánica, cada bloque legislativo elige a un jefe y un subjefe de Bloque, comunicándolo a la Junta Directiva del Congreso de la República, antes del 14 de enero de cada año. Si durante el transcurso del año legislativo, se produce algún cambio en la Jefatura o Subjefatura de Bloque, debe comunicarse a la Junta Directiva, Cuando se constituya un bloque legislativo, mixto e independiente, la comunicación a la Junta Directiva debe firmarse por todos los diputados miembros del mismo.

### Integración
Conforme al artículo 2 de su Ley Orgánica, el Organismo Legislativo, se compone de la siguiente manera:
- El Congreso de la República que mediante sus órganos ejercen la función legislativa (el Pleno del Congreso de la República, la Junta Directiva, la Presidencia, la Comisión Permanente, la Comisión de Derechos Humanos, las Comisiones de Trabajo, las Comisiones Extraordinarias y Las Comisiones Específicas y la Junta de Jefes de Bloques Legislativos); y

- El personal técnico y administrativo que ejerce los servicios por oposición comprenden los cargos administrativos y técnicos del Congreso de la República de Guatemala (los cargos por oposición abarcan los puestos siguientes: director general, Director Legislativo, Director Financiero, Director Administrativo, Director de Recursos Humanos, Director de Auditoría Interna, Director de Protocolo, Director de Comunicación Social).

### Organización
La organización funcional del Congreso de la República es la siguiente:
1. Pleno del Congreso de la República (o Legislativo)
  1. Bloques Legislativos
    1. Asistentes
    2. Asesores/Consultores
    3. Secretarías
    4. Técnicos Operativos

  2. Comisiones de Trabajo
    1. Asistentes
    2. Asesores/Consultores
    3. Secretarías
    4. Técnicos Operativos
2. Junta Directiva
  1. Comisión Permanente
3. Presidencia
  1. Dirección Legislativa
  2. Asesoría Jurídica
  3. Auditoría
4. Primera, Segunda y Tercera Vicepresidencia
  1. Unidad de Fiscalización
5. 5. Primera, Segunda, Tercera, Cuarta y Quinta Secretaría
6. Dirección de Personal
7. Dirección Administrativa
  1. Unidad de Modernización
  2. Unidad de Informática
  3. Unidad de Comunicación Social
  4. Unidad de Protocolo
  5. Unidad de Seguridad
8. Dirección Financiera

### Junta Directiva
La Junta Directiva del Congreso de la República, es la encargada de dirigir las sesiones ordianarias y extraordinarias del mismo organismo, y de conocer la situación financiera y administrativa del Organismo Legislativo, además es elegida por el mismo Congreso de la República para el período de un año, además se rige por la Constitución y la Ley Orgánica respectiva. La Junta Directiva del Congreso está formada por nueve cargos principales:
- Un Presidente, quien es el presidente del Congreso de la República y su Junta Directiva;
- Tres Vicepresidentes, quienes son Vicepresidentes del Congreso de la República de Guatemala y su Junta Directiva;
- Cinco Secretarios, quienes son Secretarios del Congreso de la República de Guatemala y su Junta Directiva.

Junta Directiva - X Legislatura: (2024-2025)
| Nombre                            | Cargo                  | Partido      |
| --------------------------------- | ---------------------- | ------------ |
| Nery Abilio Ramos y Ramos         | Presidente             | AZUL         |
| Darwin Alberto Lucas Paz          | Primer Vicepresidente  | UNE          |
| César Augusto Amézquita del Valle | Segundo Vicepresidente | VIVA         |
| Nery Manfredo Rodas Méndez        | Tercer Vicepresidente  | CABAL        |
| Karina Alexandra Paz Rosales      | Primer Secretario      | VOS          |
| Raúl Antonio Solórzano Quevedo    | Segundo Secretario     | UNE          |
| César Roberto Dávila Córdova      | Tercer Secretario      | BIEN         |
| Juan Carlos Rivera Estévez        | Cuarto Secretario      | VICTORIA     |
| Sonia Marina Gutiérrez Raguay     | Quinto Secretario      | URNG - WINAQ |

#### Funciones de la Junta directiva
En el artículo 14 de la Ley Orgánica del Organismo Legislativo, Decreto Número 63-94, de la República de Guatemala, establece las funciones que corresponden a la Junta Directiva del mismo.
"ARTÍCULO 14.- Atribuciones. Corresponde a la Junta Directiva del Congreso de la República: 
a) En ausencia del Presidente, convocar a los Diputados a sesiones ordinarias y citarlos por el medio más expedito, por lo menos, con 24 horas de anticipación a cada sesión. Cuando sea necesario, tomar las medidas convenientes y ajustadas a la ley, para asegurar la asistencia de los diputados a las sesiones del Pleno del Congreso y a las comisiones. 
b) Calificar los memoriales, peticiones, expedientes y todos los asuntos que se remitan al Congreso para su pronto traslado al Pleno del Congreso o a las Comisiones de Trabajo. 
c) Proponer a la Junta de Jefes de Bloque Legislativos los proyectos de órdenes del día o agenda para las sesiones del Pleno del Congreso y una vez aprobadas, someterlas a consideración y aprobación del Pleno por intermedio de un Secretario. 
d) Programar las líneas generales de actuación del congreso, fijar sus actividades para cada período de sesiones, con previa información a la Junta de Jefes de Bloque Legislativos, coordinar los trabajos de los diferentes órganos.
e) Velar por la eficiencia en la administración del Organismo Legislativo. Para el efecto deberá seleccionar, evaluar, nombrar y remover, conforme lo establece esta ley, a las personas que ocupen los siguientes cargos, que se considerarán cargos de confianza: 
1. Director General. 
2. Director Legislativo.
3. Director Administrativo. 
5. Director de Recursos Humanos. 
6. Director de Auditoría Interna. 
4. Director Financiero. 
7. Director de Protocolo. 
8. Director de Comunicación Social. 
El nombramiento de las personas que ocupen los cargos relacionados en el presente artículo será por tiempo indefinido, con el propósito de que desarrollen su carrera profesional en el ámbito del Organismo Legislativo. 
f) La Junta Directiva deberá aprobar las normas de contratación del personal antes indicado, debiendo respetarse como mínimo: 
1. Que sean profesionales universitarios, colegiados activos, con especialidad en el ramo; y, 
2. Que se cumpla con un proceso de oposición cuando sean varios los candidatos. 
g) Suprimido por el Decreto Número 68-2008, del Congreso de la República.  
h) Vigilar la conducta, presentación y decoro del personal, cerciorándose que a las comisiones y a los Diputados les sean prestados pronta y eficazmente los servicios que necesiten para el buen cumplimiento de sus funciones. 
i) Velar porque todos los actos aprobados por el Pleno del Congreso sean fiel reflejo de lo aprobado y presenten la debida corrección estilística y gramatical. 
j) Requerir de las demás autoridades de la República la colaboración que sea necesaria para el cumplimiento de sus decisiones y las del Pleno del Congreso. 
k) Nombrar y remover a los Asesores que corresponda y los asesores específicos de las comisiones, a propuesta de las mismas comisiones. Todos los asesores al servicio del Congreso del Congreso deberán ser personas de reconocida honorabilidad e idoneidad en su campo de competencia. 
l) Derogado por el Decreto Número 6-2000, del Congreso de la República. 
m) Proponer y someter a la Comisión de Finanzas el Presupuesto programado de Ingresos y Egresos del Organismo Legislativo, con la anticipación necesaria para que la Comisión de Finanzas emita dictamen antes de la fecha que la ley señala. La comisión de Finanzas dentro del impostergable plazo de treinta (30) días de recibida la propuesta, emitirá dictamen. 
El Pleno del Congreso aprobará o improbará el dictamen de la Comisión de Finanzas. Una vez aprobado, la comisión de Finanzas tiene la obligación de incluir el presupuesto del Organismo Legislativo en el Proyecto General de Presupuesto de la Nación, tal como lo establece la Constitución Política de la República de Guatemala. 
Cada cuatro meses, dentro de los treinta días siguientes al vencimiento de cada período, la Junta Directiva del Congreso someterá al conocimiento del Pleno del Congreso la ejecución presupuestaria analítica del período mencionado, sin perjuicio de lo anterior, cualquier Bloque Legislativo, podrá pedir que se le informe mensualmente. 
n) Velar porque los Diputados, en todo tiempo, guarden la conducta, el decoro y la dignidad que corresponden al Congreso de la República de Guatemala. 
ñ) Ejercer las funciones y atribuciones que correspondan de conformidad con lo preceptuado por la Constitución Política de la República de Guatemala y la presente ley, así como cualesquiera otras que le asigne el Pleno del Congreso. 
o) Presentar al Pleno del Congreso para su consideración y resolución todo lo no previsto en la presente ley."

### Comisiones de Trabajo
Cada Comisión de Trabajo está formado por un Presidente, Vicepresidente y un Secretario, siendo elegidos por los miembros de dicha comisión los últimos dos a excepción del primero, después de efectuada la elección se tiene rendir cuenta de ello al Pleno del Congreso de la República para su conocimiento. Tanto el presidente, Vicepresidente y el Secretario de la Junta Directiva de cada comisión, deben pertenecer a distintos partidos políticos.
Las Comisiones de Trabajo establecidas en la Ley Orgánica respectiva o las que sean creadas con carácter extraordinario, tienen un Presidente que el Pleno del Congreso elige por mayoría absoluta de votos. Los miembros de la Junta Directiva, no podrán presidir ninguna comisión, salvo la Comisión de Régimen Interior y la Comisión Permanente.
En caso de no ser posible elegir al Secretario de la comisión de distinto partido, por estar conformada únicamente por diputados de dos partidos políticos, por decisión adoptada por mayoría absoluta de votos, se elige entre los miembros de la misma al diputado que debe desempeñar dichas funciones. La elección se hace constar en acta.

### Clasificación
Las Comisiones de Trabajo, se clasifican de la siguiente manera:
- Comisiones ordinarias, que se integran anualmente al inicio de cada período:

1. De Régimen Interior (que a su vez lo es de Estilo y está integrada por los miembros de la Junta Directiva),
2. De Agricultura, Ganadería y Pesca,
3. De Asuntos Municipales,
4. De Comunicaciones, Transporte y Obras Públicas,
5. De Comunidades Indígenas,
6. De Cooperativismo y Organizaciones No Gubernamentales,
7. De Cultura,
8. De Defensa del Consumidor y el Usuario,
9. De Deportes,
10. De Derechos Humanos,
11. De Descentralización y Desarrollo,
12. De Economía y Comercio Exterior,
13. De Educación, Ciencia y Tecnología,
14. De Energía y Minas,
15. De Finanzas Públicas y Moneda,
16. De Gobernación,
17. De Integración Regional,
18. De la Defensa Nacional,
19. De la Mujer,
20. De Legislación y Puntos Constitucionales,
21. De Migrantes,
22. De Pequeña y Mediana Empresa,
23. De Previsión y Seguridad Social,
24. De Probidad,
25. De Relaciones Exteriores,
26. De Salud y Asistencia Social,
27. De Seguridad Alimentaria,
28. De Trabajo,
29. De Turismo,
30. De Vivienda,
31. Del Ambiente, Ecología y Recursos Naturales,
32. Del Menor y de la Familia.

El Congreso de la República con el voto favorable de las dos terceras partes del número total de diputados que lo integran, puede crear otras comisiones ordinarias que estime necesarias.
- Comisiones Extraordinarias y Específicas: El Congreso de la República de puede crear comisiones extraordinarias o específicas en la forma que acuerde hacerlo. También puede encargar el conocimiento de algún asunto a dos o más comisiones simultánea o conjuntamente.

- Comisiones Singulares: El Presidente del Congreso de la República puede designar comisiones singulares de diputados para cumplir con cometidos ceremoniales, de etiqueta o representación del Congreso en actos diversos. Si la representación fuere en el exterior, esta será multipartidaria. En caso de deceso de algún diputado, la comisión que se nombre estará conformada por no menos de tres diputados que deberán expresar el pesar del Congreso de la República a los deudos del fallecido.

### Cargos administrativos

#### Director Administrativo
El Director Administrativo tiene a su cargo la gestión y ejecución de los asuntos administrativos del Congreso de la República, y coordina la atención a las comisiones de trabajo, bloques legislativos y el personal que deba apoyarlos para asegurar la eficiencia de los servicios. El Director Administrativo debe ser profesional universitario con no menos de cinco años de experiencia en el ramo.

#### Director de Personal
El Director de Personal tiene bajo su responsabilidad todo lo relativo al personal del Congreso, la selección y evaluación de candidatos para ocupar puestos y cargos, excluyendo los cargos por oposición, la organización, la preparación y la capacitación del personal. Es el medio de comunicación entre Junta Directiva y los trabajadores del Congreso.

### Cargos de tesorería y fiscalización

#### Director Financiero
El Director Financiero tiene a su cargo la correcta aplicación de las asignaciones financieras del Congreso de la República, llevando cuenta exacta y comprobada de cuanto ingreso y egreso se opere en la contabilidad del Congreso de la República, y hacer las retenciones impositivas correspondientes. De su gestión rinde cuentas al Director de Auditoría Interna y a la Junta Directiva del Congreso.

#### Director de Auditoría Interna
El Director de Auditoría Interna es el responsable de velar permanentemente porque la contabilidad de los ingresos y egresos del Congreso se lleve de conformidad con las normas de contabilidad generalmente aceptadas y las disposiciones de la Ley Orgánica del Presupuesto y con estricto apego a las normas que emita la Contraloría General de Cuentas de la Nación. Dará cuenta de su gestión a la Junta Directiva, pero podrá ser llamado al Pleno Legislativo o ante el Bloque Legislativo que lo requiera, para rendir informe o dar las explicaciones que le sean requeridas.
Es responsable de informar y dar cuentas de cualquier irregularidad que encontrase en el desempeño de su cargo, informando por escrito y de inmediato a la Junta Directiva, y remitir copia de su informe a cada Jefe de Bloque Legislativo y a la Delegación de la Contraloría General de Cuentas de la Nación.

#### Encargado de la Auditoría Externa
El Congreso de la República, adicionalmente a la auditoría que por mandato constitucional practica la Contraloría General de Cuentas, por conducto de la Junta Directiva, podrá contratar los servicios de auditoría externa específica o permanente. Únicamente podrán optar a prestar dichos servicios las firmas de contadores públicos y auditores independientes que estén debidamente acreditados y cuyo prestigio profesional sea debidamente comprobado, debiendo cumplir su función de acuerdo con las normas de auditoría generalmente aceptadas y las normas que emita la Contraloría General de Cuentas.
Cuando se trate de la contratación de auditorías externas, la Junta de Jefes de Bloque presentarán una terna a la Junta Directiva del Congreso, debiendo cumplir previamente con el procedimiento que establece para dichos casos la Ley de Contrataciones del Estado y su reglamento.

## Pleno del Congreso de la República o Legislativo
El Pleno del Congreso de la República, también conocido como Pleno Legislativo, se constituye como órgano máximo, es decir, la autoridad superior, y se integra por los diputados reunidos en número suficiente de acuerdo a lo que establece su Ley Orgánica, actualmente formado por 160 diputados. Salvo los casos de excepción, constituye quorum para el Pleno la mitad más uno del número total de diputados que integran el Congreso.

### Instalación
Celebradas las elecciones, el Congreso de la República se debe reunir en la fecha que dispone la Constitución. La sesión constitutiva es presidida inicialmente por una Junta de Debates integrada por el diputado electo que haya sido Diputado durante el mayor número de períodos legislativos quien la presidirá y, en igualdad de condiciones, por el de mayor edad, asistido en calidad de Secretarios, por dos que le sigan en edad. Todos deben pertenecer a diferente Bloque Legislativo.

## Procedimiento legislativo
El procedimiento legislativo inicia desde que los organismos del Estado, el Tribunal Supremo Electoral o la Universidad de San Carlos de Guatemala presentan sus iniciativas de ley y termina cuando el decreto no es aprobado por la legislatura, o bien, sí es aprobado entonces se es mandando al Presidente de la República para su sanción y promulgación, en caso de ser vetado, el Congreso puede aprobarlo o no en ocho días por mayoría calificada o reforzada especial. Sí es aprobado entonces el Ejecutivo debe hacer su publicación, en caso de negativa, la Junta Directiva lo hará.

## Materia de antejuicio

### Definición
El derecho de antejuicio es la garantía que la Constitución o leyes específicas otorgan a los dignatarios y funcionarios públicos de no ser detenidos ni sometidos a procedimiento penal ante los órganos jurisdiccionales correspondientes, sin que previamente exista declaratoria de autoridad competente que ha lugar a formación de causa, de conformidad con las disposiciones establecidas en la ley que regula dicha materia. El antejuicio es un derecho inherente al cargo, inalienable, imprescriptible e irrenunciable.
El derecho de antejuicio termina cuando el dignatario o funcionario público cesa en el ejercicio del cargo, y no podrá invocarlo en su favor aun cuando se promueva por acciones sucedidas durante el desempeño de sus funciones.

### Competencia
El Congreso de la República tiene la competencia de conocer y resolver el antejuicio promovido en contra de los dignatarios y funcionarios siguientes:
1. Presidente y Vicepresidente de la República;
2. Presidente del Organismo Judicial y Magistrados de la Corte Suprema de Justicia;
3. Presidente y Magistrados del Tribunal Supremo Electoral, y del Presidente y Magistrados de la Corte de Constitucionalidad.
4. Ministros de Estado y Secretarios de la Presidencia de la República; viceministros de Estado y subsecretarios de la Presidencia de la República, únicamente cuando estén encargados del Despacho;
5. Procurador de los Derechos Humanos;
6. Procurador general de la Nación;
7. Fiscal general de la República.

Así mismo en la Ley en Materia de Antejuicio se establece el procedimiento para que el Congreso pueda desde conocer hasta emitir su decisión final.

## Legislaturas
Listado de las legislaturas consecutivas desde el 14 de enero de 1986 hasta la actualidad:
1. Primera Legislatura (1986-1990)
2. Segunda Legislatura (1990-1995)
3. Tercera Legislatura (1996-2000)
4. Cuarta Legislatura (2000-2004)
5. Quinta Legislatura (2004-2008)
6. Sexta Legislatura (2008-2012)
7. Séptima Legislatura (2012-2016)
8. Octava Legislatura (2016-2020)
9. Novena Legislatura (2020-2024)
10. Décima Legislatura (2024-2028)

### Variación del número de curules según Legislatura
Desde 1966 hasta la actualidad, la cantidad curules o escaños para los bloques o bancadas legislativas ha cambiado de la siguiente forma:
| Año electoral | Período constitucional | Legislatura                     | N.º de curules/escaños |
| 1964          | 1964-1966              | Asamblea Nacional Constituyente | 80                     |
| 1966          | 1966-1970              | I Legislatura                   | 55                     |
| 1970          | 1970-1974              | II Legislatura                  | 51                     |
| 1974          | 1974-1978              | III Legislatura                 | 60                     |
| 1978          | 1978-1982              | IV Legislatura                  | 61                     |
| 1982          | 1982-1982/1983         | V Legislatura                   | 66                     |
| ------------- | ---------------------- | ------------------------------- | ---------------------- |
| 1984          | 1984-1986              | Asamblea Nacional Constituyente | 88                     |
| 1985          | 1986-1991              | I Legislatura                   | 100                    |
| 1990          | 1991-1993              | II Legislatura                  | 116                    |
| 1994          | 1994-1996              | II Legislatura                  | 80                     |
| 1995          | 1996-2000              | III Legislatura                 | 80                     |
| 1999          | 2000-2004              | IV Legislatura                  | 113                    |
| 2003          | 2004-2008              | V Legislatura                   | 158                    |
| 2007          | 2008-2012              | VI Legislatura                  | 158                    |
| 2011          | 2012-2016              | VII Legislatura                 | 158                    |
| 2015          | 2016-2020              | VIII Legislatura                | 158                    |
| 2019          | 2020-2024              | IX Legislatura                  | 160                    |
| 2023          | 2024-2028              | X Legislatura                   | 160                    |